# Henry H. Neff
Henry H. Neff (* 21. September 1973 in Massachusetts) ist ein US-amerikanischer Autor.

## Leben
Neff wurde in Massachusetts als Sohn von zwei Kunsthistorikern geboren. Vier Jahre später zog seine Familie in einen Vorort von Chicago. Aufgrund seines familiären Umfeldes las er sehr viel und lernte bereits früh die Griechische und Nordische Mythologie kennen. Als er etwa elf Jahre alt war, fiel ihm ein Buch über Keltische Mythologie in die Hände, das ihn aufgrund der Unterschiede zur griechischen Mythologie faszinierte. Darüber hinaus zeichnete und schrieb er sehr gerne. Neff studierte Geschichte an der New Trier High School in Winnetka (Illinois) und an der Cornell University in Ithaca, New York. Zunächst überlegte er anschließend ein Jurastudium zu absolvieren, nahm jedoch stattdessen eine Stelle als Unternehmensberater bei McKinsey & Company an. Diese Firma verließ er nach fünf Jahren und wurde Geschichtslehrer an der Stuart Hall High School in San Francisco. Anfang 2003 in seinen ersten Winterferien als Lehrer begann er damit sein erstes Buch zu schreiben. Dabei handelt es sich um den ersten Band der fünf-bändigen Reihe Schule der Magier (engl.: The Tapestry Series), die er als Autor verfasst und selbst illustriert. Der fünfte Band sollte ursprünglich im Oktober 2013 erscheinen. Der Termin wurde aber auf Ende 2014 verlegt, da er nach seiner Aussage in seinem Blog zu diesem Zeitpunkt noch nicht mit dem Manuskript fertig war. Das letzte Kapitel begann er, wie er es in seinem Blog verkündete, am 26. März 2014. Am 22. April 2014 veröffentlichte er zudem das komplette erste Kapitel in seinem Blog. Am 14. Juni 2014 kündigte er an, dass er nun, da er alle Arbeiten an The Red Winter beendet habe, beginnen werde eine weitere Reihe zu schreiben, welche in der Welt von Schule der Magier, aber einige 1000 Jahre nach den Ereignissen von The Red Winter spielt. Weitere Informationen zur Serie veröffentlichte er am 25. Juli 2014 in seinem Blog. Dort schrieb er, dass der Name der Serie, der Welt und des vorherrschenden Königreichs Impyrium lauten soll. Zentrale Figuren des 2016 erschienenen ersten Bandes der Trilogie sind laut Neffs Ankündigung eine 12-jährige Magierin, der letzte Spross der seit tausenden Jahren herrschenden Familie und ein 13-jähriger Junge, der aus einem Bergarbeiterdorf abgehauen ist.
Am 14. Juni 2014 kündigte er in seinem Blog an, dass er die Arbeiten an einem neuen Buch namens The Witchstone, dessen Zielgruppe anders als bei Schule der Magier und Impyrium ältere Teenager und Erwachsene sind, abgeschlossen hat und sich nun einem neuen Projekt widmen wird, das in den Bereich der Middle-Grade Fiction fallen wird.
Neff ist verheiratet, lebt in Brooklyn, New York City und hat einen Sohn, der 2013 geboren wurde. Dazu schrieb Neff scherzhaft in seinem Blog „He was so impatient to read a draft of The Red Winter, he decided to arrive 5 weeks early.“ (deutsch: „Er war so ungeduldig den Entwurf für The Red Winter zu lesen, dass er entschied 5 Wochen zu früh zu kommen.“) Sein zweites Kind wurde 2014 geboren.

### Schule der Magier
| Band | Deutscher Titel        | Englischer Titel        | Erscheinungsjahr englische Ausgabe | Erscheinungsjahr deutsche Ausgabe |
| ---- | ---------------------- | ----------------------- | ---------------------------------- | --------------------------------- |
| 1    | Das geheime Portal     | The Hound Of Rowan      | 2007                               | 2008                              |
| 2    | Astaroths Angriff      | The Second Siege        | 2008                               | 2009                              |
| 3    | Die Rückkehr des Bösen | The Fiend And The Forge | 2010                               | 2011                              |
| 4    | —                      | The Maelstrom           | 2012                               | —                                 |
| 5    | —                      | The Red Winter          | 2014                               | —                                 |